# 2006年3月逝世人物列表
2006年逝世人物列表：1月 - 2月 - 3月 - 4月 - 5月 - 6月 - 7月 - 8月 - 9月 - 10月 - 11月 - 12月
2006年3月逝世人物列表，是用于汇总2006年3月期间逝世人物的列表。

## 依日期排序

### 1日
- 安妮特·馮·阿雷廷（Annette von Aretin），85歲，德國電視名人。[1]
- Joëlle Aubron，46歲，Action Directe的法國成員，肺癌。[2]
- 哈裡·布朗（Harry Browne），72歲，美國自由主義作家，美國自由意志黨總統候選人，肌萎縮側索硬化症。[3]
- 羅納德·安東尼·克羅斯（Ronald Anthony Cross），68歲，美國科幻作家。[4]
- Mack Easley，89歲，美國政治家和新墨西哥州法官，前新墨西哥州民主黨副州長（1963-1966）。[5]
- 亞歷山大·福爾（Alexander Fol），72歲，保加利亞古希臘歷史學家，前教育部長。.[6]
- O. Milton Gossett，80歲，美國廣告主管，Saatchi & Saatchi Compton Worldwide前首席執行官。[7]
- 約翰尼·傑克遜（Johnny Jackson），54歲，美國歌手和音樂家，傑克遜5樂隊（The Jackson 5）的前鼓手，刺傷。[8]
- 約瑟夫·穆斯基塔（Josef Muskita），81歲，印尼奧運帆船運動員[9]
- 彼得·奧斯古德，59歲，英國足球運動員，心臟病發作。[10]
- 珍妮·坦布里（Jenny Tamburi），53歲，1970年代B級電影的義大利女演員和電視劇的選角導演。[11]

### 2日
- 瑪德琳·科斯曼（Madeleine Cosman），68歲，美國中世紀歐洲學者。[12]
- 利奧波德·格拉茨（Leopold Gratz），75歲，奧地利政治家，維也納前市長。[13]
- 菲利斯·霍夫曼（Phyllis Huffman），61歲，美國選角導演（《百萬美元寶貝》、《不可饒恕》、《神秘河》）。[14]
- 威利·肯特（Willie Kent），70歲，美國藍調貝斯手，癌症。[15]
- 雷切爾·梅隆·沃爾頓（Rachel Mellon Walton），107歲，美國慈善家。[16]
- 傑克·懷爾德（Jack Wild），53歲，英國演員（《奧利弗》《H.R.普芬斯圖夫》《羅賓漢：盜賊王子》），口腔癌。[17]

### 3日
- 艾弗·卡特勒（Ivor Cutler），83歲，蘇格蘭幽默家、作家、歌手和詩人。[18]
- 威廉·赫斯科維奇（William Herskovic），91歲，二戰期間從奧斯威辛集中營逃亡的匈牙利人，癌症。[19]
- 查理·霍奇（Charlie Hodge），71歲，美國吉他手，埃爾維斯·普雷斯利（Elvis Presley）和格雷斯蘭（Graceland）居民的伴唱，肺癌。[20]
- 弗洛德·加斯（Floyd Gass），79歲，美國大學橄欖球教練（奧克拉荷馬州立大學）。[21]
- 保羅·史密斯，77歲，美國演員。[22]
- 理查·范德·威恩，83歲，美國政治家，前密歇根州民主黨眾議員（1973-1977），前列腺癌。[23]

### 4日
- 伊萬諾·科爾吉（Ivano Corghi），83歲，義大利足球守門員兼經理。[24]
- 約翰·雷諾茲·加德納（John Reynolds Gardiner），61歲，美國兒童作家（Stone Fox），胰腺炎。[25]
- 罗曼·奥加扎（Roman Ogaza），54歲，波蘭足球運動員。[26]
- 埃德加·瓦爾特（Edgar Valter），76歲，愛沙尼亞童書插畫家和漫畫家。[27]

### 5日
- 米蘭·巴比奇，50歲，克羅埃西亞政治家，塞爾維亞克拉伊納共和國前領導人，承認犯有戰爭罪，自殺。[28]
- 理查·庫克林斯基（Richard Kuklinski），70歲，美國黑手黨殺手，自然原因。[29]
- 約翰·約瑟夫·保羅，89歲，美國羅馬天主教主教，拉克羅斯主教（1983-1994）。[30]
- 約翰·桑達斯基（John Sandusky），80歲，美國前NFL球員和助理教練，內出血併發症。[31]
- Bill Wolski，61 歲，美式橄欖球運動員，黑色素瘤。[32]

### 6日
- 安妮·佈雷登（Anne Braden），81歲，美國民權活動家。[33]
- Gunnar Halvorsen，60歲，挪威政治家。[34]
- 弗洛伊德國王，61歲，美國靈魂歌手。[35]
- 穆布達爾·哈蒂姆·杜萊米，55歲，伊拉克將軍，伊拉克陸軍少將，被狙擊手射殺。[36]
- 莫蒂莫·普蘭諾（Mortimo Planno），85歲，古巴拉斯塔法里派哲學家。[37]
- 柯比·派克特（Kirby Puckett），45歲，美國棒球運動員（明尼蘇達雙胞胎隊）和美國職業棒球大聯盟名人堂成員，中風併發症。[38]
- 達娜·里夫（Dana Reeve），44歲，美國活動家，克裡斯托弗·里夫（Christopher Reeve）的遺孀，肺癌。[39]
- 西蒙·昂格斯（Simon Ungers），49歲，出生於德國的紐約建築師和藝術家。[40]
- 露絲·魏斯（Ruth Weiss），97歲，奧地利華裔記者，中國人民政治協商會議委員。[41]

### 7日
- 霍華德·傑克遜（Howard Jackson），54歲，美國武術家，白血病。[42]
- John Junkin，76歲，英國演員（《艱難的一天之夜》），肺癌。[43]
- 路德維克·馬古勒斯（Ludwik Margules），72歲，墨西哥戲劇導演，癌症。[44]
- 約翰·約瑟夫·麥克法爾，88歲，美國政治家，前加利福尼亞州民主黨眾議員（1956-1978）。[45]
- 哥頓·派克斯（Gordon Parks），93歲，美國攝影師，電影導演（Shaft），癌症。[46]
- 阿裡·法卡·圖雷（Ali Farka Touré），66歲，馬里音樂家，癌症。[47]

### 8日
- 布萊恩·巴拉特-博耶斯爵士，82歲，紐西蘭心臟外科醫生先驅，心臟瓣膜置換術期間的併發症。[48]
- 約瑟夫·伯切納爾（Joseph Burchenal），93歲，美國腫瘤學家，從事白血病治療。[49]
- Teresa Ciepły，69歲，波蘭運動員，1964年奧運會田徑冠軍。[50]
- 佐丹奴·科圖爾（Giordano Cottur），91歲，義大利環意賽冠軍。[51]
- 羅納德·福爾茲（Ronald Faulds），83歲，澳大利亞奧運跳水運動員[52]
- 喬治·沙遜（George Sassoon），69歲，英國科學家，作家和業餘無線電愛好者，癌症。[53]

### 9日
- Hanka Bielicka，90歲，波蘭歌手和演員。[54]
- 鄧尼斯·布魯克斯（Dennis Brookes），90歲，英國板球運動員。[55]
- 埃裡克·埃爾姆沙特（Erik Elmsäter），86歲，瑞典運動員，第一位參加夏季和冬季奧運會的瑞典人。[56]
- 湯姆·福克斯，54歲，美國和平締造者在伊拉克被扣為人質[57]
- 彼得·哈拉斯（Péter Halász），62歲，匈牙利戲劇導演，演員和作家，肝癌。[58]
- 道格·汉密尔顿（Doug Hamilton），43歲，洛杉磯銀河足球隊的美國總經理，在飛機上心臟病發作。[59]
- 史蒂夫·亨德森（Steve Henderson），61-62歲，美國角色扮演遊戲設計師。[60]
- 科林·英格爾比-麥肯齊（Colin Ingleby-Mackenzie），72歲，英國板球運動員和保險業高管，腦瘤。[61]
- 安娜·莫福（Anna Moffo），73歲，美國歌手和歌劇女高音，在與乳腺癌進行了長達十年的鬥爭后中風。[62]
- 約翰·普羅富莫（John Profumo），91歲，英國政治家，中風后併發症。[63]
- 哈裡·塞德勒（Harry Seidler），82歲，奧地利出生的澳大利亞建築師，現代主義方法論的主要代表。[64]
- 蘿拉·斯托伊卡（Laura Stoica），38歲，羅馬尼亞流行搖滾歌手，交通事故。[65]
- 約翰·王爾德，86歲，美國超現實主義畫家。[66]

### 10日
- 里克·赫卡貝（Rick Huckabay），60歲，美國籃球教練。[67]
- 阿爾貝托·米格雷（Alberto Migré），74歲，阿根廷電視編劇和製片人，心臟病發作。[68]
- 羅納德·納什（Ronald H. Nash），69歲，美國哲學家。[69]
- Jan Wiktor Wiśniewski，83歲，波蘭足球運動員。[70]

### 11日
- 安東尼·法拉爾-霍克利爵士（Sir Anthony Farrar-Hockley），81歲，英國士兵和軍事歷史學家。[71]
- Bernie Geoffrion，75歲，加拿大職業冰球運動員和教練（蒙特利爾加拿大人隊，紐約遊騎兵隊），胃癌。[72]
- Pauline Gregg，96歲，英國作家、歷史學家和傳記作家。[73]
- 斯洛博丹·米洛舍维奇，64歲，南斯拉夫和塞爾維亞政治家，南斯拉夫聯盟共和國前總統，因戰爭罪受審，心臟病發作。[74]
- 赫蘇斯·羅蘭，37歲，西班牙前水球守門員，自殺。[75]
- 琳賽·肖特夫，70歲，1960年代英國恐怖片導演。[76]
- 查理斯·M·坦納（Charles M. Tanner），85歲，美國編劇、劇作家和盟約玩家（Covenant Players）創始人，因嚴重中風而健康情況下降。[77]

### 12日
- 尼克·巴隆（Nick Barone），79歲，美國重量級和輕重量級拳擊手。[78]
- 約瑟夫·博瓦（Joseph Bova），81歲，美國演員（《床墊往事》）。[79]
- Jurij Brězan，89歲，索布-德國作家。[80]
- 伊斯特萬·久萊（István Gyulai），62歲，匈牙利記者，國際田徑聯合會秘書長。[81]
- 喬納坦·詹森（Jonatan Johansson），26歲，瑞典單板滑雪運動員，在訓練中發生事故。[82]
- 阿迪·列夫（Adi Lev），52歲，以色列女演員和配音演員，癌症。[83]
- 維克多·索科洛夫（Victor Sokolov），59歲，俄裔美國人，前持不同政見的蘇聯記者和東正教牧師，肺癌。[84]

### 13日
- 羅伯特·貝克（Robert C. Baker），84歲，美國農業科學家，開發了雞肉產品和工藝。[85]
- 羅伊·克拉克（Roy Clarke），80歲，威爾士足球運動員，效力於曼城和威爾士。[86]
- 61歲的蘇格蘭足球運動員吉米·約翰斯通（Jimmy Johnstone）被選為塞爾特人有史以來最好的運動神經元疾病。[87]
- 保羅·皮諾（Paul Pineau），82歲，法國自行車手。[88]
- 莫琳·斯台普爾頓（Maureen Stapleton），80歲，美國女演員（《紅人》《廣場套房》《繭》），奧斯卡獎得主（1982年），慢性阻塞性肺病。[89]
- Peter Tomarken，63歲，美國遊戲節目主持人（Press Your Luck），飛機失事。[90]

### 14日
- 以法蓮·安德森（Ephraim Anderson），94歲，英國微生物學家。[91]
- Ann Calvello，76歲，美國輪滑運動員，肝癌。[92]
- 哈米什·格雷（Hamish Gray），康廷男爵格雷（Baron Gray），78歲，蘇格蘭政治家和終身伴侶，前英國保守黨政府部長。[93]
- 伦纳特·梅里，76歲，愛沙尼亞政治家、作家、電影導演和政治家，愛沙尼亞前總統。[94]
- Art Michaluk，82歲，美國冰球聯盟冰球運動員和二戰老兵。[95]

### 15日
- 肯·布魯爾（Ken Brewer），64歲，美國猶他州桂冠詩人，胰腺癌。[96]
- 漢弗萊，約17歲，英國內閣辦公室首席Mouser（1989-1997）。[97]
- 喬治·麥基（George Mackey），90歲，美國數學家，曾任哈佛大學蘭登·克萊（Landon T. Clay）數學教授。[98]
- 查理斯·紐曼（Charles Newman），67歲，美國小說家（White Jazz，The Promisekeeper： A Tephramancy）和編輯（TriQuarterly）。[99]
- 乔治·拉利斯（Georgios Rallis），87歲，希臘保守派政治家，希臘前總理（1980-1981），心力衰竭。[100]
- Mark Southern，45歲，英國米德爾伯里學院語言學教授。[101]
- Red Storey，88歲，前加拿大橄欖球聯盟球員和NHL裁判。[102]

### 16日
- 喬納森·德萊爾（Jonathan Delisle），28歲，美國冰球聯盟和國家冰球聯盟冰球運動員，車禍。[103]
- 大衛·費因圖奇（David Feintuch），61歲，美國科幻小說作家，心臟病。[104]
- Paul Flaherty，42歲，美國計算機科學家，網路索引先驅，心臟病發作。[105]
- James “Speedy” Hill，95 歲，英國陸軍軍官，1943-1945 年第 3 降落傘旅指揮官，自然原因。[106]
- K·勒羅伊·歐文斯（K. Leroy Irvis），86歲，美國政治家，賓夕法尼亞州眾議院議長（美國任何州政府中第一位非裔美國議長），癌症。[107]
- 莫伊拉·雷德蒙德（Moira Redmond），77歲，英國女演員，心臟病發作。[108]
- Jade Snow Wong，84歲，中國作家和陶藝家，自然原因。[109]

### 17日
- 袁宝璟，40歲，中國千萬富翁，因下令合同殺人而被注射死刑。[110]
- 奧列格·卡西尼（Oleg Cassini），92歲，美國時裝設計師。[111]
- 納爾文·金博爾（Narvin Kimball），97歲，美國班卓琴演奏家，Preservation Hall Jazz Band和Gentlemen of Jazz的創始成員。[112]
- 雷·邁耶（Ray Meyer），92歲，美國男子大學籃球教練，前德保羅籃球教練，籃球名人堂成員，自然原因。[113]
- G. William Miller，81歲，1979 年至 1981 年在吉米 ·卡特（Jimmy Carter）領導下擔任美國財政部長，特發性肺纖維化。[114]

### 18日
- 邁克爾·阿特韋爾，63歲，英國演員。[115]
- Bill Beutel，75歲，美國電視記者、記者和WABC-TV主播，患有阿爾茨海默病。[116]
- 貝蒂·簡·科內特（Betty Jane Cornett），73歲，美國棒球運動員（AAGPBL）[117]
- 納爾遜·丹塔斯（Nelson Dantas），78歲，巴西演員，肺癌。[118]
- 阿納托利·普扎赫（Anatoliy Puzach），65歲，前蘇聯世界盃足球運動員，基輔迪納摩冠軍教練。[119]
- 華萊士·雷爵士（Sir Wallace Rae），92歲，澳大利亞昆士蘭州政治家。[120]

### 19日
- 穆罕默德·阿里（Mohammad Ali），78歲，巴基斯坦演員，心臟驟停。[121]
- Golap Borbora，80歲，印度政治家，阿薩姆邦首席部長。[122]
- 安塞爾莫·科爾扎尼（Anselmo Colzani），87歲，義大利歌劇男中音。[123]
- Nicholas R. Cozzarelli，67歲，美國分子和細胞生物學家，科學期刊編輯，伯基特淋巴瘤。[124]
- 萊昂·丹尼爾（Leon Daniel），74歲，美國記者兼合眾國際社編輯。[125]
- 查寧·波洛克，79歲，美國魔術師，癌症併發症。[126]
- 理查·魯特（Richard Root），68歲，美國流行病學家，鱷魚襲擊。[127]
- 約翰·懷亞特（John Wyatt），81歲，英國作家和護林員。[128]

### 20日
- 伯納德·戈瑟林（Bernard Gosselin），71歲，加拿大電影導演。[129]
- 吉恩·斯科特（Gene Scott），68歲，美國網球運動員，《網球週刊》的出版商。[130]
- 克裡斯·塔姆（Chris Tame），56歲，英國政治活動家，骨癌。[131]
- P. R. Wallace，90歲，加拿大理論物理學家。[132]

### 21日
- 德斯蒙德·阿克納（Desmond Ackner），阿克納男爵（Baron Ackner），85歲，英國法學家，上訴勳爵。[133]
- 鮑勃·德萊格爾（Bob Delegall），60歲，美國演員兼導演，前列腺癌。[134]
- 瑪格麗特·尤因（Margaret Ewing），60歲，蘇格蘭民族主義政治家，乳腺癌。[135]
- 詹姆斯·弗里德曼（James O. Freedman），70歲，美國教育家和學術管理人員，達特茅斯學院和愛荷華大學前校長，非霍奇金淋巴瘤。[136]
- 伯納德·拉科斯特（Bernard Lacoste），74歲，法國服裝大亨，未指明疾病。[137]
- 萊斯利·麥克米切爾（Leslie MacMitchell），85歲，美國跑步者，詹姆斯·沙利文獎獲得者。[138]
- 理查·烏斯本（Richard Usborne），95歲，英國作家和記者。[139]

### 22日
- Ria Beckers，67歲，荷蘭政治家，荷蘭政黨Politieke Partij Radicalen和GroenLinks的前政治領導人。[140]
- James Chikerema，80歲，辛巴威民族主義者，ZAPU的聯合創始人，羅得西亞內部定居點政府的政府聯合部長。[141]
- 皮埃爾·克洛斯特曼（Pierre Clostermann），85歲，法國二戰飛行王牌。[142]
- 尤金·蘭迪（Eugene Landy），71歲，美國心理學家，以治療布萊恩·威爾遜（Brian Wilson）而聞名，肺癌。[143]
- 布裡特·洛蒙德（Britt Lomond），80歲，美國演員（佐羅），擊劍運動員，二戰老兵。[144]
- Gergely András Molnár，108歲，匈牙利第一次世界大戰老兵，匈牙利最後的一戰老兵之一。[145]
- 布萊恩·帕金（Brian Parkyn），82歲，貝德福德（Bedford）的英國工黨議員（1966-1970）。[146]
- Stig Wennerström，99歲，瑞典空軍上校，被判犯有為蘇聯從事間諜活動的罪名。[147][148]
- 亨利·耶洛利斯爵士，86歲，英國首席醫療官（1973-1984）。[149]

### 23日
- 大衛·B·布萊克（David B. Bleak），74歲，美國士兵，朝鮮戰爭中榮譽勳章獲得者。[150]
- 莎拉·考德威爾（Sarah Caldwell），82歲，美國歌劇指揮，指揮和舞台導演，波士頓歌劇團的長期指揮。[151]
- 德斯蒙德·多斯（Desmond Doss），87歲，美國陸軍下士，榮譽勳章獲得者和依良心拒服兵役者。[152]
- Gerry “Tex” Ehman，73歲，加拿大出生的退役 NHL 球員和高管，肺癌。[153]
- 哈羅德·尤班克（Harold P. Eubank），81歲，美國物理學家。[154]
- 埃洛伊·德拉·伊格萊西亞（Eloy de la Iglesia），62歲，西班牙電影導演。[155]
- 皮奧·萊瓦（Pío Leyva），88歲，古巴音樂家（布埃納維斯塔社交俱樂部），心臟病發作。[156]
- Peter Shand Kydd，80歲，英國牆紙繼承人，威爾士王妃戴安娜的繼父。[157]
- 辛蒂·沃克（Cindy Walker），87歲，美國鄉村西部歌曲作者，為羅伊·奧比森（Roy Orbison）等人創作。[158]

### 24日
- 約爾格·巴斯塔克（Jörg Bastuck），36歲，德國拉力賽車副駕駛，在2006年加泰羅尼亞拉力賽中發生事故。[159]
- 小約翰·葛籣·比爾（John Glenn Beall， Jr.），78歲，美國政治家，馬里蘭州前共和党參議員（1971-1977）和美國眾議員（1969-1971）。[160]
- 雅羅斯拉瓦·莫塞羅娃（Jaroslava Moserová），76歲，捷克參議員、大使、總統候選人、醫生和翻譯。[161]
- 琳恩·佩里（Lynne Perrie），74歲，英國女演員（加冕街，奎妮城堡，凱斯），中風。[162]
- 諾曼·龐茲，94歲，英國地理學家和歷史學家[163]
- Carl J. Seiberlich，84歲，美國海軍飛行員。[164]

### 25日
- 鮑勃·卡洛斯·克拉克（Bob Carlos Clarke），55歲，愛爾蘭攝影師，自殺。[165]
- 加里·杜·普萊西斯（Gary du Plessis），31歲，辛巴威板球運動員（Mashonaland，Mashonaland A）。[166]
- 羅西奧·杜卡爾（RocíoDúrcal），61歲，西班牙歌手和演員，子宮癌。[167]
- 理查·弗萊舍（Richard Fleischer），89歲，美國電影導演（Tora！虎！Tora！，海底兩萬里，Soylent Green）。[168]
- 達尼洛·拉佐維奇（Danilo Lazović），56歲，塞爾維亞演員，心臟病發作。[169]
- 巴克·歐文斯（Buck Owens），76歲，美國鄉村音樂明星（嘻嘻），心臟病發作。[170]
- 阿爾弗雷多·西利皮尼（Alfredo Silipigni），74歲，美國新澤西州立歌劇院的長期指揮，肺炎併發症。[171]

### 26日
- Angelo d'Arrigo，44歲，義大利飛行員，空難。[172]
- 阿尼爾·比斯瓦斯（Anil Biswas），61歲，印度政治家，腦溢血。[173]
- David Cunliffe-Lister，第二代斯溫頓伯爵，69歲，英國貴族，政治家和地方法官。[174]
- 保羅·達納（Paul Dana），30歲，美國印地賽車聯盟（American Indy Racing League）車手，在事故中遭受多處創傷。[175]
- Manar Maged，2歲，埃及女孩，出生時有兩個頭，腦部感染。[176]
- Nikki Sudden，49歲，英國音樂家，朋克藍調偶像，Swell Maps的聯合創始人。[177]

### 27日
- 阿爾奎斯特，97歲，美國政治家，前加利福尼亞州參議員。[178]
- 韋恩·博登（Wayne Boden），58歲，加拿大連環殺手和強姦犯，長期患病後自然原因。[179]
- 丹·柯蒂斯（Dan Curtis），77歲，美國電視製片人（《黑影》《戰爭之風》）。[180]
- 伊恩·漢密爾頓·芬利（Ian Hamilton Finlay），80歲，蘇格蘭藝術家。[181]
- 肯·凱斯（Ken Kaess），51歲，美國廣告主管，DDB Worldwide首席執行官，癌症。[182]
- 史坦尼斯瓦夫·萊姆（Stanisław Lem），84歲，波蘭科幻作家，心力衰竭。[183]
- 魯阿裡·麥克萊恩（Ruari McLean），88歲，英國印刷師。[184]
- 林恩·諾夫齊格（Lyn Nofziger），81歲，美國記者，保守派共和黨政治顧問和羅納德·雷根（Ronald Reagan）的新聞秘書。[185]
- Ron Schipper，77歲，美式橄欖球教練和大學體育管理員，大學橄欖球名人堂教練。[186]
- 伯納德·西根（Bernard Siegan），81歲，美國法學教授。[187]
- 魯道夫·弗爾巴（Rudolf Vrba），82歲，加拿大藥理學家，奧斯威辛集中營逃亡者和《奧斯威辛議定書》的貢獻者，癌症。[188]
- 彼得·威爾斯（Peter Wells），58歲，來自搖滾樂隊Rose Tattoo的澳大利亞吉他手，患有前列腺癌。[189]
- 尼爾·威廉姆斯（Neil Williams），43歲，英國國際板球運動員。[190]

### 28日
- Wanderley Magalhães Azevedo，39歲，巴西自行車手。[191]
- 杰瑞·布鲁多斯（Jerry Brudos），67歲，美國連環殺手和戀屍癖，自然原因。[192]
- 卡洛斯·卡特，75歲，烏拉圭勞工部長（1990-1991年）和交通部長（2000-2002年）。[193]
- Pro Hart，77歲，澳大利亞內陸畫家，運動神經元疾病。[194]
- Bansi Lal，78歲，印度哈里亞納邦的四任首席部長，以及印度緊急狀態期間的印度國防部長（1975-77）。[195][196]
- 查爾斯·謝彭斯（Charles Schepens），94歲，美國眼科醫生，被稱為“視網膜手術之父”和納粹抵抗運動領袖。[197]
- 卡斯帕·温伯格（Caspar Weinberger），88歲，1981-1987年在雷根時期擔任美國國防部長，1973-1975年在尼克鬆和福特時期擔任衛生、教育和福利部長。[198]

### 29日
- Don Alias，66歲，美國爵士打擊樂手。[199]
- 埃裡克·巴德（Eric Budd），84歲，英國行政人員，秘書長（1987-2000）和板球協會副主席（2000-2001）。[200]
- 薩爾瓦多·埃利桑多（Salvador Elizondo），73歲，墨西哥作家，墨西哥拉倫瓜學院（Academia Mexicana de la Lengua）成員，癌症患者。[201]
- 亨利·法瑞爾（Henry Farrell），85歲，美國作家和編劇（《寶貝簡發生了什麼事？》《噓...噓，甜蜜的夏洛特）。[202]
- Penny Jay，80歲，美國鄉村歌手/詞曲作者（“Don't Let Me Cross Over”，“Just Over the Line”），美國加利福尼亞州William Little吉他手（Even Keel）的長期伴侶。[203]
- Gretchen Rau，66歲，美國佈景師（《藝伎回憶錄》、《最後的武士》、《鱷魚鄧迪》），奧斯卡獎得主（2006年），腦瘤。[204]
- Bob Veith，81歲，美國賽車手，前印第安那波利斯500賽車手。[205]

### 30日
- Red Hickey，89歲，美式橄欖球運動員和教練，三藩市49人隊的NFL教練，霰彈槍陣型的發明者，自然原因。[206]
- 菲力浦·海德（Philip Hyde），84歲，美國野生動物攝影師。[207]
- Manohar Shyam Joshi，73歲，印度印地語小說家和肥皂劇作家。[208]
- 哈裡·克蘭茨（Harry Krantz），86歲，澳大利亞工會官員。[209]
- 約翰·麥加恩（John McGahern），71歲，愛爾蘭小說家和劇作家，癌症。[210]
- 格洛麗亞·蒙蒂（Gloria Monty），84歲，美國電視製片人，肥皂劇《綜合醫院》的執行製片人，癌症。[211]
- 保利·塔維薩洛，78歲，芬蘭奧運短跑運動員。[212]

### 31日
- 喬治·L·布朗（George L. Brown），79歲，美國政治家，前科羅拉多州副州長，美國第一位黑人副州長。[213]
- 奧利弗·麥基恩（Olive McKean），90歲，美國游泳運動員，游泳教練和奧運獎牌得主。[214]
- 傑基·麥克萊恩（Jackie McLean），73歲，美國爵士薩克斯管演奏家。[215]
- 格哈德·波特瑪（Gerhard Potma），38歲，荷蘭水手和奧運選手。[216]
- 坎迪斯·里亞爾森（Candice Rialson），54歲，美國女演員，肝病。[217]